# إسطنبول الحمراء (فلم)
إسطنبول الحمراء (بالتركية: İstanbul Kırmızısı) هو فيلم تركي من إخراج فرزان أوزبيتك سنة 2017، وبطولة توبا بوكستون بدور نوال وخالد أرجنش بدور أورهان ونجات إسلر بدور دينيز، وآخرين.

## قصة الفيلم
يحكي الفيلم عن أورهان الذي يعود لإسطنبول بعد غياب سنوات عنها، وسبب مغادرته هو الحادث الذي حصل لابنه في إسطنبول وتوفي فيه، وعند عودة أورهان يقيم عند صديقه كاتب الروايات ويكون سبب عودة اورهان هو كتاب صديقه الجديد ثم يختفي صديق اورهان ويبدا اورهان ونوال البحث عنه ثم يتبين انه قد توفي.

## روابط خارجية
- مقالات تستعمل روابط فنية بلا صلة مع ويكي بيانات